# Seznam spomenikov svetovne dediščine v Evropi
Seznam spomenikov svetovne dediščine v Evropi vsebuje spomenike v Evropi, Mali Aziji, na Cipru, vseh Egejskih in Kanarskih otokih in Madeiri, čeprav so nekateri od njih v Aziji oziroma Afriki. Spomeniki v Turčiji, Gruziji, Azerbajdžanu, Armeniji, na Kavkazu in v sibirskem delu Rusije so na seznamu evropske in azijske dediščine. Na seznamu so tudi čezmorska ozemlja Nizozemske, Združenega kraljestva in Danske, seveda pa so tudi na seznamih celin, kamor spadajo. Kazahstan, katerega majhen del leži tudi na evropski celini, je na seznamu azijske dediščine.
Mesta, ki so označena z zvezdico (*) so tudi na Seznamu ogroženih mest svetovne dediščine.

## Kraji/lokacije, ki ležijo v več državah
- Zvoniki Belgije in Francije. Na seznamu je 56 zgradb. Poleg mestnih zvonikov in stolpov mestnih hiš so na seznamu tudi stolnica v Antwerpnu, stolnica svetega Rumbolda v Mechelenu in cerkev svetega Leonarda v Zoutleeuwu. Vse tri cerkve so v Flandriji (Belgija).
- Beloveški pragozd (poljsko Puszcza Białowieska, belorusko Белавежская пушча, Belavežskaja pušča), ki si ga delita Poljska in Belorusija.
- Jame Aggteleškega krasa in slovaškega krasa, (1995, 2000), ki si jih delita Madžarska in Slovaška.
- Prvobitni bukovi gozdovi v Karpatih in stari bukovi gozdovi v Nemčiji, ki si jih delijo še Ukrajina, Slovaška in Nemčija (2007, 2011) Albanija, Avstrija, Belgija, Bolgarija, Hrvaška, Italija, Romunija, Slovenija in Španija
- Nežidersko jezero/Fertő (2001) na meji med Avstrijo in Madžarsko.
- Kurski polotok (litovsko Kuršių nerija, rusko Куршская коса, Kuršskaja kosa), dolg peščen polotok v Kurskem zalivu, ki si ga delita Litva in Ruska federacija.
- Meja Rimskega cesarstva: Limes Germanicus in Limes Raetiae v Nemčiji ter Hadrijanov zid (Vallum Aelium) v severni Angliji.
- Visoka obala (švedsko: Höga kusten) in otočje Kvarken (finsko Merenkurkku) med Švedsko in Finsko.
- Zgodovinsko središče Rima, Vatikansko mesto in bazilika svetega Pavla zunaj obzidja, Rim, ki si ga delita Italija in Vatikan.
- Muskauer Park/Park Mużakowski, ki leži na obeh bregovih reke Nise na meji med Nemčijo in Poljsko.
- Pireneji: pogorje Monte Perdido/Mont Perdu na meji med Francijo in Španijo (1997, 1999).
- Struvejev geodetski lok (2005), veriga triangulacijskih točk, ki se razteza od Norveške do Črnega morja in si jo delijo Belorusija, Estonija, Finska, Latvija, Litva, Moldavija, Norveška, Ruska federacija, Švedska in Ukrajina.
- Retijske železnice, največja mreža zasebnih železniških prog, ki si jih delita Italija in Švica.
- Prazgodovinska koliščarska naselja okrog Alp (2011) v Avstriji, Franciji, Italiji, Nemčiji, Sloveniji in Švici.

## Spomeniki svetovne dediščine po državah

### Albanija(4)
- Ruševine mesta Butrint (ali Butrinti, antično grško mesto in arheološko najdišče v Sarandi blizu meje z Grčijo) - 1992, razširitev 1999
- Staro mestno jedro Berata in Gjirokastre — 2005, razširitev 2008
- Naravna in kulturna dediščina ohridske regije - 2019 skupaj s Severno makedonijo
- Starodavni prvobitni bukovi gozdovi Karpatov in drugih delov Evrope - 2017, še Avstrija, Belgija, Bolgarija, Hrvaška, Italija, Romunija, Slovenija in Španija.

### Andora(1)
- Ledeniška dolina Vall del Madriu-Perafita-Claror — 2004

### Armenija(3)
(tudi na seznamu azijskih mest)
- Samostana Haghpat (Haghpatavank) in Sanahin — 1996, razširitev 2000
- Stolnica in cerkve v Ečmiadzinu ter arheološko najdišče v Zvartnocu — 2000
- Samostan Geghard v dolini reke Azat — 2000

### Avstrija(12)
- Dvorec Schönbrunn — 1996
- Staro mestno jedro Salzburga — 1996
- Kulturna krajina Hallstatt–Dachstein in Salzkammergut — 1997
- Železniška proga čez Semmering  — 1998
- Staro mestno jedro Gradca (Graz) in dvorec Eggenberg — 1999, 2010
- Kulturna krajina Wachau — 2000
- Kulturna krajina okrog Nežiderskega jezera (z Madžarsko) — 2001
- Staro mestno jedro Dunaja — 2001
- Prazgodovinska koliščarska naselja okrog Alp (s Francijo, Italijo, Nemčijo, Slovenijo in Švico) — 2011
- Starodavni prvobitni bukovi gozdovi Karpatov in drugih delov Evrope - 2017 (Slovenija, Albanija, Belgija, Bolgarija, Hrvaška, Nemčija, Italija, Romunija, Slovaška, Španija in Ukrajina)
- Meje rimskega imperija – Donavski limes (zahodni segment) - 2021 (z Nemčijo in Slovaško)
- Velika zdraviliška mesta Evrope - 2021 (z Avstrijo, Belgijo, Češko, Francijo, Italijo, Združenim kraljestvom)

### Azerbajdžan(5)
(tudi na seznamu azijskih mest)
- Obzidje Bakuja s Širvanšahovo palačo in Deviškim stolpom — 2000
- Skalne poslikave in kulturna krajina Gobustana — 2007
- Zgodovinsko središče Shekija s Kanovo palačo - 2019
- Kulturna krajina ljudstva Khinalig in pot za selitev živali »Köç Yolu« - 2023/2022
- Kaspijski hirkanski mešani gozdovi - 2019 (skupaj z Iranom)

### Belgija(16)
- Zvoniki Belgije in Francije, ki jih Belgija deli s Francijo, razširitev prejšnjih Zvonikov Flandrije in Valonije – 1999, 2005
- Flamske beginaže — 1998
- Staro mestno jedro Brugga – 2000
- Grand-Place v Bruslju — 1998
- Pomembni kraji valonskega rudarstva — 2012
- Neolitski rudniki kremena pri Spiennesu (Mons) — 2000
- Secesijske palače arhitekta Victorja Horte v Bruslju (Hotel Tassel, Hotel Solvay, Hotel van Eetvelde in Maison & Atelier Horta (Bruselj) — 2000
- Stolnica Notre-Dame v Tournaiju — 2000
- Muzej tiskarstva Plantin-Moretus vAntwerpnu — 2000
- Starodavni prvobitni bukovi gozdovi Karpatov in drugih delov Evrope — 2017 (Slovenija, Albanija, Avstrija, Bolgarija, Hrvaška, Nemčija, Italija, Romunija, Slovaška, Španija in Ukrajina)
- Stocletova palača v Bruslju — 2009
- Dela arhitekta Le Corbusierja — 2016
- Dvigala za ladje na Canalu du Centre (in njegovi bližini, La Louvière in Le Roeulx (Hainault)) – 1998
- Velika zdraviliška mesta Evrope - 2021 (z Avstrijo, Belgijo, Češko, Francijo, Italijo, Združenim kraljestvom)
- Kolonije dobrohotnosti* - 2021 (z Nizozemsko)
- Pogrebna in spominska mesta prve svetovne vojne (zahodna fronta) - 2023 (s Francijo)

### Belorusija(4)
- Beloveški pragozd (Narodni park Białowieża) – 1979, razširitev 1992
- Mirski grad - 2000
- Dediščina plemiške družine Radsziwiłł v Nesvižu (Njasviški grad) – 2005
- Struvejev geodetski lok (del) - 2005

### Bolgarija(10)
- Bojanska cerkev — 1979
- Madarski konjenik ali Madarski jezdec — 1979
- Kаzanlăška grobnica, tračanska grobnica v Kazanliku — 1979
- Ivanovske skalne cerkve - 1979
- Rilski samostan — 1983
- Staro mestno jedro Nesebărja — 1983
- Naravni rezervat Srebǎrna, biosferni rezervat — 1983
- Pirinski narodni park — 1983, razširitev 2010
- Sveštarska grobnica, tračanska grobnica v Sveštarju — 1985
- Starodavni prvobitni bukovi gozdovi Karpatov in drugih delov Evrope - 2017 (Slovenija, Albanija, Avstrija, Belgija,Hrvaška, Nemčija, Italija, Romunija, Slovaška, Španija in Ukrajina)

### Bosna in Hercegovina(4)
- Stari most in staro mestno jedro Mostarja – 2005
- Most Mehmed Paše Sokolovića v Višegradu — 2007
- Stečki - srednjeveški nagrobni spomeniki - 2016
- Starodavni prvobitni bukovi gozdovi Karpatov in drugih delov Evrope - 2017 (Slovenija, Albanija, Avstrija, Belgija, Bolgarija, Hrvaška, Nemčija, Italija, Romunija, Slovaška, Španija in Ukrajina]
- Jama Vjetrenica - 2024

### Ciper(3)
(tudi na seznamu azijskih mest)
- Ruševine mesta Pafos — 1980
- Poslikane cerkve v gorovju Tróodos — 1985, 2002
- Arheološko najdišče Koirokoitija — 1998

### Češka(17)
- Staro mestno jedro Prage — 1992
- Kutna Hora: staro mestno jedro s cerkvijo sv. Barbare in
- cerkev Marijinega vnebovzetja v Sedlecu  — 1995
- Romarska cerkev svetega Janeza Nepomuka, Zelená Hora — 1994
- Zgodovinska vas Holašovice  — 1998
- Staro mestno jedro Češkega Krumlova — 1992
- Staro mestno jedro Telča — 1992
- Mesto Třebič (Judovska četrt in bazilika sv. Prokopa v Třebíču) — 2003
- Grad z vrtovi v Kroměřížu — 1998
- Grad Litomyšl — 2000
- Steber Svete trojice v Olomoucu — 2000
- Vila Tugendhat v Brnu  — 2001
- Kulturna krajina Lednice-Valtice - 1996
- Rudarska regija Erzgebirge / Krušnohoří - 2019 (skupaj z Nemčijo)
- Pokrajina za rejo in šolanje vprežnih konj za vožnjo kočij pri Kladruby nad Labo - 2019
- Velika zdraviliška mesta Evrope - 2021 (z Avstrijo, Belgijo, Češko, Francijo, Italijo, Združenim kraljestvom)
- Žatec in pokrajina saaškega hmelja - 2023

### Črna gora(4)
- Naravna in kulturnozgodovinska dediščina Kotorja – 1979
- Narodni park Durmitor - 1980, 2005
- Stečki - srednjeveški nagrobni spomeniki - 2016
- Beneški obrambni sistem med 15. in 17. stoletjem - 2017

### Danska(11)
- Ledeni fjord Ilulissat na Grenlandiji - 2004
- Kujataa - subarktično kmetijsko območje na Grenlandiji - 2017
- Grad Kronborg pri Helsingǿrju - 2000
- Roskildska stolnica - 1995
- Naselje Christiansfeld - 2015
- Vatsko morje - 2009, razširitev 2011 in 2014
- Gomile, runski kamni in cerkev v Jellingu - 1994
- Lovska krajina na severni Zelandiji - 2015
- Skalna obala Stevns Klint - 2014
- Aasivissuit - Nipisat; Inuitsko lovišče med ledom in morjem - 2018
- Trdnjava Vikinškega obroča - 2023
- Møns Klint - 2025

### Estonija(2)
- Staro mestno jedro Talina — 1997
- Struvejev geodetski lok (del) – 2005

### Finska(7)
- Stara cerkev v Petäjävesiju — 1994
- Struvejev geodetski lok (del) – 2005
- Staro mestno jedro Raume — 1991
- Pokopališče iz bronaste dobe v Sammallahdenmäkiju v Laponiji — 1999
- Visoka obala in otočje Kvarken (ki ga Finska deli s Švedsko)
- Trdnjava Suomenlinna pri Helsinkih — 1991
- Zgodovinska tovarna kartona v Verli — 1996

### Francija(53)
- Opatijska cerkev Saint-Savin-sur-Gartempe - 1983, 2007
- Cistercijanska opatija v Fontenayju  — 1981, 2007
- Arles: (Rimski in romanski spomeniki) — 1981
- Opatijska cerkev in mestni hrib v Vézelayju — 1979
- Zvoniki Belgije in Francije - 2005
- Staro mestno jedro Bordeauxa  — 2007
- Canal du Midi — 1996
- stolnica v Amiensu - 1981
- Stolnica svetega Štefana, Bourges — 1992
- Stolnica v Chartresu  — 1979
- Mesto Reims: Reimska stolnica, bivša opatija Saint-Remi, palača Tau - 1991
- Causses in Cévennes, sredozemska agropastoralna kulturna krajina - 2011
- Zgodovinsko središče Avignona: papeška palača, škofovski ansambel in avignonski most — 1995
- Romarske poti v Santiago de Compostela  — 1998
- Škofovsko mesto Albi - 2010
- Velike soline Salins-les-Bains in kraljeve soline v Arc-et-Senansu – 1982, razširitev 2009
- Vaubanove trdnjave - 2008
- Vinorodno območje Saint-Émilion - 1999
- Le Havre, mestna četrt Centre-Ville — 2005
- Mont Saint-Michel z zalivom — 1979
- Palača in park Fontainebleau — 1981
- Palača in park v Versaillesu — 1979
- Nabrežje Sene v Parizu — 1991
- Staro mestno jedro Nancyja - 1983
- Rimski akvadukt Pont du Gard - 1985
- Srednjeveško trgovsko mesto Provins — 2001
- Zgodovinsko mesto Lyon  — 1998
- Prazgodovinska koliščarska naselja okrog Alp, (z Avstrijo, Italijo, Nemčijo, Slovenijo in Švico) — 2011
- Arheološka najdišča in jamske poslikave v reke dolini Vézère  - 1979
- Strasbourg - evropsko mesto od Grande Ile do Neustadta - 1988, razširitev 2017
- Amfiteater in slavolok v mestu Orange – 1981
- Dolina Loare med krajema Sully-sur-Loire in Chalonnes-sur-Loire — 2000
- Carcassonne – 1997
- Portski zaliv: Calanche Piana, zaliv Girolata, rezervat Scandola (Korzika) – 1983
- Lagune Nove Kaledonije — 2008, v Novi Kaledoniji
- Vulkanska krajina na otoku Réunion - 2010
- Mont Perdu (Pireneji), ki si ga Francija deli s Španijo - 1997, 1999
- Rudarsko območje Nord-Pas de Calais - 2012
- Chauvetova jama pri Vallon-Pont-d'Arcu - 2014
- Climats - vinogradna območja v Burgundiji - 2015
- Vinogradi, vinarne in vinske kleti v Šampanji - 2015
- Arhitekturna in urbanistična dela Le Corbusierja - 2016
- Taputapuatea - 2017
- Prelomna tektonska arena Chaîne des Puys - Limagne - 2018
- Francoske avstralske dežele in morja - 2019
- Velika zdraviliška mesta Evrope - 2021 (z Avstrijo, Belgijo, Češko, Francijo, Italijo, Združenim kraljestvom)
- Svetilnik Cordouan - 2021
- Nica, zimsko letovišče na Rivieri - 2021
- Starodavni prvobitni bukovi gozdovi Karpatov in drugih delov Evrope - 2021
- Pogrebna in spominska mesta prve svetovne vojne (zahodna fronta) - 2023 (z Belgijo)
- Maison Carrée v Nimesu - 2023
- Vulkani in gozdovi gore Pelée in Pitons severnega Martinika - 2023
- Te Henua Enata – Markeški otoki
- Megaliti Carnaca in obal Morbihana - 2025

### Grčija(19)
- Arheološko najdišče Filipi - 2016
- Arheološko najdišče v Vergini — 1996
- Starokrščanski in bizantinski spomeniki v Solunu— 1988
- Sveta Gora Atos — 1988
- Samostani Meteore — 1988
- Staro mestno jedro Krfa — 2007
- Arheološko najdišče v Delfih  — 1987
- Atenska akropola — 1987
- Arheološko najdišče v Mikenah in Tirintu — 1999
- Arheološko najdišče v Epidavru — 1988
- Arheološko najdišče v Olimpiji — 1989
- Apolonov tempelj v Basi — 1986
- Arheološko najdišče v Mistri — 1989
- Otok Delos — 1990
- Samostani Dafni, Hosios Lukas in Nea Moni  — 1990
- Antično mesto Pitagorion in tempelj Heraion na Samosu — 1992
- Staro mestno jedro Pátmosa – 1999
- Srednjeveško mestno jedro Rodos — 1988
- Kulturna krajina Zagori - 2023
- Minojska palačna središča - 2025

### Gruzija(4)
(tudi na seznamu azijskih mest)
- Samostan Gelati — 1994  - močno ogrožena
- Zgodovinski spomeniki v Mcheti -  1994  - (močno ogrožena 2009 — 2016)
- Gorske vasice v Gornjih Svanetih — 1996
- Kolhiški deževni gozdovi in mokrišča - 2021

### Hrvaška(10)
- Narodni park Plitvička jezera  — 1979
- Staro mestno jedro Splita  — 1979
- Staro mestno jedro Dubrovnika - 1979, 1994
- Evfrazijeva bazilika in staro mestno jedro Poreča — 1997
- Staro mestno jedro Trogirja — 1997
- Stolnica sv. Jakoba v Šibeniku — 2000
- Starograjsko polje na Hvaru  — 2008
- Stečki - srednjeveški nagrobni spomeniki - 2016 skupaj s Črno goro in BiH
- Beneški obrambni sistem med 15. in 17. stoletjem - 2017 skupaj s Črno goro
- [[Starodavni prvobitni bukovi gozdovi Karpatov in drugih delov Evrope}] - 2017

### Irska(2)
- Arheološko najdišče Brú na Bóinne — 1993
- Skalnati otok Skellig Michael — 1996

### Islandija(3)
- Narodni park Þingvellir — 2004
- Vulkanski otok Surtsey — 2008
- Narodni park Vatnajökull - dinamična narava ognja in ledu

### Italija(59)
- Skalne poslikave v Val Camonici — 1979
- Staro mestno jedro Rima, ki ga Italija deli z Vatikanom  — 1980, 1990
- Cerkev in dominikanski samostan Santa Maria delle Grazie s sliko Zadnja večerja (Milano — 1980
- Zgodovinsko središče Firenc — 1982
- Benetke in Beneška laguna — 1987
- Trg pred stolnico v Pisi (Piazza dei Miracoli) — 1987, 2007
- Staro mestno jedro San Gimignana — 1990
- Jamska bivališča Sassi di Matera — 1993
- Mesto Vicenza in Palladijeve vile v Benečiji - 1994, razširitev 1996
- Staro mestno jedro Siene – 1995
- Staro mestno jedro Neaplja – 1993
- Industrijsko delavsko naselje Crespi d'Adda — 1995
- Ferrara — 1995, 1999
- Castel del Monte (Bari) — 1994
- Trulli v Alberobellu – 1996
- Starokrščanski spomeniki v Raveni – 1996
- Zgodovinsko središče mesta Pienza - 1996
- Kraljeva palača iz 18. stoletja v Caserti s parkom, akvaduktom Vanvitelli in kompleksom San Leucio - 1997
- Rezidence kraljeve družine Savojcev v Torinu in okolici - 1997
- Botanični vrt v Padovi – 1997
- Porto Venere, Cinque Terre in otoki (Palmaria, Tino in Tinetto) — 1997
- Stolnica, stolp Ghirlandina in Piazza Grande v Modeni– 1997
- Pompeji, Herkulanej in Torre Annunziata – 1997
- Obala v Amalfiju – 1997
- Arheološka najdišča v Agrigentu – 1997
- Villa Romana del Casale (Sicilija) — 1997
- Arheološko najdišče Su Nuraxi (Sardinija - 1997
- Arheološko najdišče in patriarhalna bazilika v Ogleju — 1998
- Staro mestno jedro Urbina – 1998
- Narodni park Cilento e Vallo di Diano z arheološkima najdiščema Paestum in Velia ter Certosa di Padula- 1998
- Hadrijanova vila, Tivoli — 1999
- Staro mestno jedro Verone – 2000
- Eolski otoki - 2000
- Bazilika in spomeniki Svetega Frančiška Asiškega v Assisiju — 2000
- Poznobaročna mesta v pokrajini Val di Noto (osem mest na jugovzhodni Siciliji: Caltagirone, Militello in Val di Catania, Catania, Modica, Noto, Palazzolo, Ragusa in Scicli) — 2002
- Vila d'Este, Tivoli - 2001
- Svete gore Piemonta in Lombardije -  2003
- Dolina Val d'Orcia — 2004
- Etruščanski nekropoli v Cerveteri in Tarkviniji  — 2004
- Sirakuze in skalne nekropole v Pantalici, Sicilija — 2005
- Le Strade Nuove in Palazzi dei Rolli v Genovi — 2006
- Retijska železnica v kulturni krajini Albula / Bernina, ki ga Italija deli s Švico  — 2008
- Mantova in Sabbioneta — 2008
- Dolomiti - 2009
- Monte San Giorgio - 2010
- Središča oblasti Langobardov - 2011
- Prazgodovinska koliščarska naselja okrog Alp, (z Avstrijo, Francijo, Nemčijo, Slovenijo in Švico) — 2011
- Vile in vrtovi družine Medici v Toskani - 2013
- Etna  - 2013
- Vinorodna območja v Piemontu: Langhe, Roero in Monferrato - 2014
- Arabsko-normanski Palermo ter stolnici v Cefalùju in Monrealu - 2015
- Starodavni prvobitni bukovi gozdovi Karpatov in drugih delov Evrope - 2017
- Beneški obrambni sistem med 15. in 17. stoletjem - 2017
- Ivrea, industrijsko mesto 20. stoletja - 2018
- Le Colline del Prosecco di Conegliano e Valdobbiadene - 2019
- Velika zdraviliška mesta Evrope - 2021 (z Avstrijo, Belgijo, Češko, Francijo, Italijo, Združenim kraljestvom)
- Evaporitni kras in jame severnih Apeninov - 2023
- Via Appia Regina Viarum
- Pogrebna tradicija v prazgodovini Sardinije – Domus de janas - 2025

### Kosovo(1)*
- Srednjeveški spomeniki na Kosovu: samostan Visoki Dečani, patriarhija v Peći, samostan Gračanica in Ljeviška mati Božja * — 2004, 2006[a]

### Latvija(3)
- Staro mestno jedro Rige — 1997
- Struvejev geodetski lok – 2005
- Staro mesto Kuldīga - 2023

### Litva(5)
- Staro mesto Vilne — 1994
- Kurska kosa, ki si jo Litva deli z Rusijo — 2000
- Arheološko najdišče Kernavė — 2004
- Struvejev geodetski lok (del) – 2005
- Modernistični Kaunas: arhitektura optimizma, 1919-1939 - 2023

### Luksemburg(1)
- Staro mestno jedro in obzidje Luxembourga — 1994

### Madžarska(8)
- Kraške jame Aggtelek in slovaški kras, ki jih Madžarska deli s Slovaško — 1995
- Budimpešta — 1987, 2002
- Kulturna krajina Fertö/Nežidersko jezero, ki jo Madžarska deli z Avstrijo  — 2001
- Benediktinska opatija v Pannonhalmi — 1996
- Stara vas Hollókő z okolico — 1987
- Vinorodna kulturna krajina Tokaj — 2002
- Narodni park Hortobágy—Puszta — 1999
- Zgodnjekrščanska nekropola v Pécsu — 2000

### Makedonija()
- Naravna in kulturna dediščina ohridske regije - 1979, 1980, 2019 skupaj z Albanijo
- Starodavni prvobitni bukovi gozdovi Karpatov in drugih delov Evrope - 2017

### Malta(3)
- Valletta — 1980
- Hipogej Ħal-Saflieni v Paoli — 1980
- Megalitska svetišča na Malti (Ġgantija, Ħaġar Qim, Mnajdra, Ta' Ħaġrat, Skorba in Tarxien) — 1980, 1992

### Moldavija(1)
- Struvejev geodetski lok (del) – 2005

### Nemčija(52)
- Stolnica v Aachnu  — 1978
- Samostan v Lorschu — 9999
- Bauhaus v Dessauu in Weimarju -  1996, širitev 2017
- Gorski park Wilhelmshöhe - 2013
- Berlinska modernistična stanovanjska naselja — 2008
- Karolinški westwerk in Civitas Corvey - 2014
- Palači Augustusburg in Falkenlust, Brühl (Gornje Porenje) — 1984
- Jame in ledenodobna umetnost v Švabski Juri - 2017
- Mestna hiša in Rolandov kip na mestnem trgu v Bremnu — 2004
- Klasični Weimar — 1998
- Samostanska cerkev, grad in staro mestno jedro Quedlinburga — 1994
- Stolnica v Kölnu — 1996
- Rudarska regija Erzgebirge / Krušnohoří - 2019 (skupaj s Češko)
- Tovarna Fagus v Alfeldu - 2011
- Meja Rimskega cesarstva: Limes Germanicus in Limes Raetiae v Nemčiji ter Hadrijanov zid (Vallum Aelium) v severni Angliji - 2005
- Vrtno kraljestvo Dessau-Wörlitz — 2000
- Hanzeatsko mesto Lübeck — 1987
- Staro mestno jedro Stralsunda in Wismarja — 2002
- Spomeniki Martina Lutra v Eislebnu in Wittenbergu — 1996
- Operna hiša Bayreuth - 2012
- Samostanski kompleks Maulbronn — 1993
- Najdišče fosilov v jami Messel — 1995
- Rudnik v Rammelsbergu, staro mestno jedro Goslarja in vodno gospodarstvo v Oberharzu — 1992, 2010
- Samostanski otok Reichenau — 2000
- Muzejski otok v Berlinu — 1999
- Park Mużakowski  (ki leži na obeh bregovih Nise med Nemčijo in Poljsko)  — 2004
- Naumburška stolnica- 2018
- Staro mestno jedro Regensburga s predelom Stadtamhof - 2006
- Palače in parki v Potsdamu in Berlinu — 1990, 1992, 1999
- Romarska cerkev v Wiesu — 1983
- Prazgodovinska koliščarska naselja okrog Alp, (z Avstrijo, Italijo, Francijo, Slovenijo in Švico) — 2011
- Starodavni prvobitni bukovi gozdovi Karpatov in drugih delov Evrope - 2007, razširitev 2011, 2017
- Mesto Trier — 1986
- Hamburški Speicherstadt in zgodovinska trgovska četrt s hišo Chile - 2015
- Stolnica v Speyerju — 1981
- Stolnica in bazilika svetega Mihaela v Hildesheimu — 1985
- Dela arhitekta Corbusierja - 2016
- Staro mestno jedro Bamberga — 1993
- Dolina gornjega srednjega Rena — 2002
- Železarna Völklingen — 1994
- Vatsko morje - 2009, razširitev 2011 in 2014
- Grad Wartburg — 1999
- Sistem upravljanja voda v Augsburgu - 2019
- Würzburška rezidenca z dvornimi vrtovi  — 2012
- Rudarsko-industrijsko območje Zollverein v Essnu  — 2001
- Arheološki mejni kompleks Hedeby in Danevirke - 2018
- Judovski dvor, Speyer, Worms in Mainz - 2021
- Darmstadtska umetniška kolonija Mathildenhöhe - 2021
- Meje rimskega cesarstva na Bavarskem - 2021 (z Avstrijo in Slovaško )
- Velika zdraviliška mesta Evrope - 2021 (z Avstrijo, Belgijo, Češko, Francijo, Italijo, Združenim kraljestvom)
- Erfurtska srednjeveška judovska zapuščina  - 2023
- Ansambel rezidence Schwerin - 2024
- Palače bavarskega kralja Ludvika II.: Neuschwanstein, Linderhof, Schachen in Herrenchiemsee - 2025

### Nizozemska(13)
- Polderska pokrajina Schokland in njegova okolica — 1995
- Nizozemske vodne obrambne črte Amsterdama - 1996, 2021
- Zgodovinsko območje Willemstada, notranje mesto in pristanišče, Curaçao - 1997; mesto je na Nizozemskih Antilih
- Mlini na veter v pokrajini Kinderdijk–Elshout — 1997
- Parna črpalna postaja inženirja D.F. Woude –— 1998
- Sušilnica Beemster (Polder Beemster) — 1999
- Vila Rietveld-Schröder v Utrechtu - 2000
- Vatsko morje - 2009, razširitev 2011 in 2014
- Mestne četrti in kanalski sistem znotraj amsterdamskega Singelgrachta - 2010
- Tovarna Van Nelle - 2014
- Kolonije dobrohotnosti - 2021 (z Belgijo)
- Meje rimskega cesarstva – spodnjenemški limes - 2021 (z Nemčijo)
- Planetarij Eisinga v Franekerju - 2023

### Norveška(8)
- Skalne poslikave v Alti — 1985
- Struvejev geodetski lok (del) – 2005
- Otočje Vega (Vegaøyan — ) — 2004
- Rudarsko mesto Røros z kolico — 1980
- Urneška lesena cerkev — 1980
- Pristaniška četrt Bryggen v Bergnu — 1979
- Fjorda zahodne Norveške: Geirangerfjord in Nærøyfjord — 2005
- Območje industrijske dediščine Rjukan–Notodden - 2015

### Poljska(17)
- Grad nemškega viteškega reda v Malborku – 1997
- Staro mestno jedro Torunja — 1997
- Park Mužakowski - 2004, ki ga Poljska deli z Namčijo
- Stoletna dvorana v Wrocławu — 2006
- Staro mestno jedro Varšave – 1980
- Staro mestno jedro Krakova – 1978
- Cerkvi miru v Jaworju in Świdnici — 2001
- Rudnik svinca, srebra in cinka v kraju Tanowskie Góry in podzemni sistem Upravljanja voda - 2017
- Nemško koncentracijsko in uničevalno taborišče Auschwitz-Birkenau - 1979
- Narodni park Biaɫowieza Beloveška pušča, ki ga Poljska deli z Belorusijo - 1979, 1992
- Lesene cerkve v jugu Male Poljske – 2003
- Kalvarija Zebrzydowska — 1999
- Rudnik soli Wieliczka in Bochnia – 1978, razširitev 2013
- Staro mestno jedro Zamośća — 1992
- Lesene cerkve v Karpatih - 2013
- Prazgodovinska rudarska regija Krzemionki - 2019
- Starodavni prvobitni bukovi gozdovi Karpatov in drugih delov Evrope - 2017

### Portugalska(17)
- Zgodovinsko središče Guimarãesa in območje Couros — 2001, 2023
- Staro mestno jedro Porta — 1996
- Vinogradno območje Alto Douro — 2001
- Paleolitska umetnost v dolini Côa in Siegi Verde — 1998, razširitev 2010
- Samostan Batalha — 1983
- Univerza v Coimbri - 2013
- samostan Kristusovega reda, Tomar — 1983
- Samostan Alcobaça — 1989
- Kulturna krajina Sintra — 1995
- Samostan svetega Hieronima in stolp Belém – 1983
- Staro mestno jedro Évore — 1986
- Garnizonsko mesto Elvas in njegove utrdbe - 2012
- Staro mestno jedro Angre do Heroísmo na otoku Terceira, Azori — 1983
- Vinogradniška kulturna krajina na otoku Pico – 2004
- Laurisilva – endemični subtropski lovorjev gozd na Madeiri - 1999
- Kraljeva palača Mafra - palača, bazilika, samostan, vrt Cerco in lovski park (Tapada) - 2019
- Svetišče Bom Jesus do Monte v Bragi - 2019

### Romunija(9)
- Lesene cerkve Maramureșa  — 1999
- Vasi in taborske cerkve v Transilvaniji  — 1993, 1999
- Dačanske trdnjave v pogorju Orăştie  — 1999
- Staro mestno jedro Sighişoare — 1999
- Samostan v Horezu — 1993
- Cerkve v Moldaviji — 1993
- Rezervat biosfere v delti Donave — 1991
- {[Starodavni prvobitni bukovi gozdovi Karpatov in drugih delov Evrope}} - 2017
- Rudarska kulturna krajina Roșia Montană - 2021 (ogrožena)

### Ruska federacija(31)
- Kurska kosa, polotok, ki ga Ruska federacija deli z Litvo — 2000
- Soloveško otočje, kulturni in zgodovinski spomeniki na Soloveškem otočju v Belem morju  — 1992
- Cerkev v Kiškem pogostu, otok Kiži na Oneškem jezeruv Kareliji – 1990
- Komski pragozd na skrajnem severovzhodu Evrope v republiki Komi - ponovno 2014
- Struvejev geodetski lok (del) – 2005
- Sankt Peterburg in z njim povezani spomeniki: Carsko selo, Petergof, Pavlovska palača, Strelna, Gatčina, Oranienbaum, Ropša, Pulkovo, Šliselburg in Kronstadt — 1990
- Samostan Ferapontov – 2000
- Staro mestno jedro Jaroslavlja - 2005
- Stavbni spomeniki v Novgorodu in okolici – 1992
- Samostan Novodevičji – 2004
- Kremelj in Rdeči trg v Moskvi - 1990
- Samostan svete Trojice v Sergijevem Posadu (Troice-Sergieva lavra) - 1993
- Stolnica Kristusovega vnebohoda v Kolomenskem  — 1994
- Beli spomeniki v Vladimiru in Suzdalu - 1992
- Stolnica Marijinega vnebovzetja v Svijažsku in samostan - 2017
- Kazanski kremelj - zgodovinski in arhitektonski kompleks v Kazanskem kremlju (Tatarstan), Qol-Şerifova mošeja in pravoslavna stolnica – 2000
- Astronomski observatoriji Kazanske zvezne univerze - 2023/2022
- Staro mestno jedro Bolgarja in arheološka najdišča - 2014
- Cerkve Pskovske šole za arhitekturo - 2019
- Petroglifi Oneškega jezera in Belega morja - 2021
- kraji so v Aziji:
  - Zahodni Kavkaz – 1999
  - Citadela, staro mesto in utrdbe v Derbentu, Dagestan — 2003
  - Putoranska planota - 2010
  - Lenski stebri - 2012
  - Zlate gore Altaja, Altaj – 1998
  - Kotlina Uvs Nuur v Tuvi, ki ga Ruska federacija deli z Mongolijo — 2003
  - Bajkalsko jezero, Burjatija — 1998
  - Davrijska pokrajina - 2017, si ga deli s Kitajsko in Mongolijo
  - Zavarovano naravno območje v osrednjem delu pogorja Sihote-Alin pri Habarovsku – 2001
  - Ognjeniki na Kamčatki — 1996
  - Naravni rezervat Vranglov otok, Čukotski polotok — 2004
  - Činghaj Hoh Šil - 2017, si ga deli s Kitajsko in Mongolijo
  - Skalne poslikave jame Šulgan-Taš - 2025

### San Marino(1)
- Staro mestno jedro San Marina in Monte Titano - 2008

### Slovaška(8)
- Kmečka vas Vlkolínec — 1993
- Rudarsko mesto Banská Štiavnica  — 1993
- Lesene cerkve v slovaškem delu Karpatov — 2008
- Levoča, Spiški grad in z njima povezani kulturni spomeniki  — 1993
- Staro mestno jedro Bardejova — 2000
- Prvobitni bukovi gozdovi v Karpatih in stari bukovi gozdovi v Nemčiji — 2007, 2011
- Kraške jame Aggtel in slovaški kras, ki ga Slovaška deli z Madžarsko  — 1995, 2000
- Meje rimskega imperija – Donavski limes (zahodni segment) - 2021 (z Nemčijo in Avstrijo)

### Slovenija(5)
- Škocjanske jame — 1986
- Prazgodovinska koliščarska naselja okrog Alp, (z Avstrijo, Italijo, Nemčijo, Francijo in Švico) — 2011
- Starodavni prvobitni bukovi gozdovi Karpatov in drugih delov Evrope
- Rudnika živega srebra Almadén in Idrija (Slovenija / Španija) - 2012
- Dela Jožeta Plečnika v Ljubljani – urbano oblikovanje po meri človeka - 2021

### Srbija(5)
- Stečki - srednjeveški nagrobni spomeniki - 2016
- Samostan Studenica — 1986
- Stari Ras in samostan Sopoćani  — 1979
- Srednjeveški spomeniki na Kosovu - 2004, širitev 2006
- Galerijeva palača Gamzigradu (Romuliana) — 2007

### Španija(50)
- Romarska pot v Santiago de Compostela — 1993, razširitev 2015
- Staro mestno jedro Santiago de Compostela  — 1985
- Spomeniki Ovieda in kraljevine Asturije  - 1985, 1998
- Herkulov stolp - 2009
- Poznorimsko obzidje Luga — 2000
- Krajinski park Las Médulas — 1997
- Paleolitske jamske poslikave na severu Španije (Altamira in Santimamiñe ) — 1985, razširitev 2008
- Biskajski most pri mestu Bilbao — 2006
- Arheološka najdišča v Sierri de Atapuerca — 2000
- Stolnica v Burgosu — 1984
- San Millán de la Cogolla - samostana Yuso in Suso — 1997
- Monte Perdido v Pirenejih, ki ga Španija deli s Francijo — 1997, 1999
- Romanske cerkve v Vall de Boíju — 2000
- Cistercijanski samostan Poblet - 1993
- Arheološko najdišče Tarraco — 2000
- Dela Antonija Gaudíja — 1984, 2005
- Palača katalonske glasbe in nekdanja bolnišnica sv. Pavla v Barceloni — 1997
- Paleolitske skalne poslikave v dolini Côa in arheloško najdišče Siega Verde - 1998, razširitev 2010
- Staro mestno jedro Salamance — 1988
- Staro mestno jedro Ávila in tukajšnje cerkve  — 1985
- Staro mestno jedro Segovia z akvaduktom  — 1985
- Samostan in mesto El Escorial — 1984
- Univerza in staro mestno jedro Alcale de Henares — 1998
- Mudejarska arhitektura v Aragoniji — 1986, 2001
- Kulturna krajina Aranjuez  — 2001
- Staro mestno jedro Toleda — 1986
- Staro mestno jedro Cáceresa — 1986
- Kraljevi samostan svete Marije Gvadelupske — 1993
- Arheološko najdišče v Méridi — 1993
- Rudnika živega srebra Almadén in Idrija (Slovenija / Španija) - 2012
- Prazgodovinska koliščarska naselja okrog Alp, (z Avstrijo, Italijo, Nemčijo, Francijo in Švico) — 2011
- Prazgodovinske skalne poslikave na vzhodu Španije - 1998
- Staro mestno jedro Cuence — 1996
- Palača borze svile La Llotja de la Seda v Valenciji — 1996
- Palmov gozd v Elcheju — 2000
- Úbeds in Baeza — 2003
- Alhambra, palača Generalife in Albayzín v Granadi — 1984, 1994
- Staro mestno jedro Córdoba — 1984, 1994
- Sevilja: Stolnica, alkazar in Glavni arhiv Indije v Sevilji  — 1987
- Narodni park Doñana v Andaluziji — 1994
- Dolmeni v Antequeri - 2016
- Biološka raznovrstnost in kultura na Ibizi — 1999
- Kulturna krajina Serra de Tramuntana - 2011
- San Cristóbal de La Laguna na Tenerifu — 1999
- Narodni park Teide na Tenerifu — 2007
- Narodni park Garajonay na Gomeri — 1986
- Kalifat Mesto Medina Azahara - 2018
- Risco Caido in svete gore kulturne krajine Gran Canaria - 2019
- Paseo del Prado in Buen Retiro, pokrajina umetnosti in znanosti - 2020
- Mont Perdu (Pireneji), ki si ga Francija deli s Španijo - 1997, 1999

### Švedska(15)
- Arktična kulturna krajina Laponska — 1996
- Struvejev geodetski lok (del) – 2005
- Cerkvena vas Gammelstad v Lulei — 1996
- Lesene kmečke hiše v pokrajini Hälsingland - 2012
- Veliki rudnik bakra v Falunu — 2001
- Železarna Engelsberg — 1993
- Vikinški naselji Birka in Hovgården (na otokih Björkö oziroma Adelsö na jezeru Mälaren blizu Stockholma) — 1993
- Kraljevi letni dvorec Drottningholm — 1991
- Pokopališče Skogskyrkogården — 1994
- Skalne poslikave v Tanumu — 1994
- Radijska postaja Varberg (v Grimetonu) — 2004
- Hanzeatsko mesto Visby  — 1995
- Poljedelska pokrajina južnega Ölanda — 2000
- Pomorsko pristanišče Karlskrona — 1998
- Visoka obala in otočje Kvarken, ki ga Švedska deli s Finsko — 2000, 2006

### Švica(13)
- Samostan Sankt Gallen — 1983
- Staro mestno jedro Berna — 1983
- Alpsko pogorje Jungfrau–Aletsch–Bietschhorn — 2001, razširitev 2007
- Dela arhitekta Le Corbusierja - 2016
- Terasasti vinogradi v Lavauxu — 2007
- Gradovi v Bellinzona — 2000
- Monte San Giorgio — 2003, razširitev 2010
- La Chaux-de-Fonds in Le Locle:mestna krajina urarstva - 2010
- Prazgodovinska koliščarska naselja okrog Alp, (z Avstrijo, Francijo, Italijo, Nemčijo in Slovenijo) — 2011
- Benediktinski samostan sv. Janeza, Müstair — 1983
- Retijska železnica v kulturni krajini Albula/Bernina, ki ga Švica deli z Italijo - 2008
- Švicarska tektonska arena Sardona — 2008
- Starodavni prvobitni bukovi gozdovi Karpatov in drugih delov Evrope (skupaj Albanija, Avstrija, Belgija, Bolgarija, Hrvaška, Nemčija, Italija, Romunija, Slovaška, Španija in Ukrajina) — 2017

### Turčija(21)
(tudi na seznamu azijskih mest)
- Antični Afrodizij - 2017
- Arheološko najdišče Ani - 2016
- Arheološko najdišče Troja — 1998
- Arslantepe Mound - 2021
- Bursa in Cumalıkızık: rojstvo Otomanskega cesarstva - 2014
- Staro mestno jedro Safranboluja — 1994
- Efez - 2015
- Göbekli Tepe - 2018
- Narodni park Göreme s skalnimi spomeniki v Kapadokiji — 1985
- Velika mošeja in bolnišnica v Divriğiju — 1985
- Ruševine mesta Hatuša — 1986
- Antično mesto Hierapolis–Pamukkale — 1988
- Zgodovinski predeli Carigrada — 1985
- Mavzolej na Nemrut Dağiju — 1987
- Neolitsko arheološko najdišče Çatal Höyük - 2012
- Kulturna krajina Pergamona - 2014
- Mošeja Selima II. v Odrinu (Edirne) - 2011
- Ruševine Kaanta s svetiščem Letoon — 1988
- Trdnjava v Diyarbakırju in kulturna krajina vrtov Hevsel - 2015
- Lesene hipostilne mošeje srednjeveške Anatolije - 2023
- Arheološko najdišče Gordion - 2023
- Sarde in lidijski tumuli Bin Tepe - 2025

### Ukrajina(8)
- Lesene cerkve Karpatske regije na Poljskem in v Ukrajini - 2013
- Staro mestno jedro Lvova — 1998
- Kijev: cerkev sv. Sofije in z njo povezane samostanske stavbe, Kijevska Pečerska lavra — 1990, 2005, 2021
- Prvobitni bukovi gozdovi v Karpatih in stari bukovi gozdovi v Nemčiji - 2011, ki jih Ukrajina deli s Slovaško in Nemčijo — 2007, 2011, 2017, 2023
- Struvejev geodetski lok (del) – 1998
- Rezidenca metropolitov pravoslavne cerkve Bukovine in Dalmacije v Černivcih - 2011
- Zgodovinsko središče Odese - 2023 ogrožen
- Antično mesto Tavrični Hersones in njegova Hora v Sevastopolu - 2013

### Vatikan(2)
- Staro mestno jedro Rima, ki si ga deli z Italijo – 1980, 1990
- Mesto Vatikan - 1984

### Združeno kraljestvo(33)
(na seznamu so tudi britanska prekmorska ozemlja)
- Otočje St. Kilda (Škotska) — 1986, razširitev 2004 in 2005
- Srce neolitskega Orkneyja — 1999, 2015
- Bombažna predilnica v New Lanarku — 2001
- Most čez zaliv Forth — 2015
- Meja Rimskega cesarstva, (Hadrijanov zid, Antoninov zid) — 1987, 2005, 2008
- Staro in novo mesto Edinburg — 1995
- Angleška pokrajina Lake District - 2017
- Grad in stolnica v Durhamu — 1986
- Industrijska vas Saltaire — 2001
- Industrijsko območje Blaenavon — 2000
- Industrijski spomeniki v Soteska Ironbridge — 1986
- Kraljevi park Studley in ruševine opatije Fountains — 1986
- Palača Blenheim — 1987
- Industrijska krajina v dolini reke Derwent - 2001
- Westminstrska palača, Westminstrska opatija in cerkev svete Marjete — 1987
- Londonska trdnjava — 1988
- Kraljevi botanični vrtovi v Kewu — 2003
- Greenwich: Maritime Greenwich (Stari kraljevi pomorski kolidž) — 1997
- Bath — 1987
- Rudniki v Cornwallu in zahodnem Devonu — 2006
- Obala v Dorsetu in vzhodnem Devonu — 2001
- Industrijska krajina v dolini Derwent - 2001
- Stonehenge, Avebury in z njimi povezana mesta — 1986
- Canterburyjska stolnica, opatija svetega Avguština in cerkev svetega Martina — 1988
- Gradovi in mestno obzidje kralja Edvarda I. v Gwyneddu(Wales): Harlech, Beaumaris, Caernarfon in Conwy — 1986
- Akvadukt in kanal Pontcysyllte - 2009
- Giant's Causeway in obalno sprehajališče — 1986
- Gorhamov jamski kompleks - 2016
- Otoka Gough in Inaccessible Island (Sveta Helena) - 1995, razširitev 2004
- Saint George in okoliške utrdbe Bermudih — 2000
- Hendersonov otok v Tihem oceanu (Pitcairnski otoki) — 1988
- Observatorij Jodrell Bank - 2019
- Velika zdraviliška mesta Evrope - 2021 (z Avstrijo, Belgijo, Češko, Francijo, Italijo, Združenim kraljestvom)
- Skrilasta pokrajina severozahodnega Walesa - 2021
- Plavajoča pokrajina - 2024

Zgodovinsko pristaniško mesto Liverpool — 2004, Mesto je bilo leta 2012 uvrščeno na seznam ogroženih in leta 2021 umaknjeno s seznama svetovne dediščine